# The Man Life Passed By
The Man Life Passed By er en amerikansk stumfilm fra 1923 af Victor Schertzinger.

## Medvirkende
- Percy Marmont som John Turbin
- Jane Novak som Hope Moore
- Eva Novak som Joy Moore
- Cullen Landis som Harold Trevis
- Hobart Bosworth
- Lydia Knott
- Gertrude Short som Paula